# Jetse Bol
Jetse Bol (* 8. September 1989 in Avenhorn) ist ein ehemaliger niederländischer Straßenradrennfahrer.

## Sportliche Laufbahn
Im Jahr 2005 wurde Jetse Bol niederländischer Meister im Einzelzeitfahren der Jugendklasse. Als Junior holte er ein Jahr später die Silbermedaille. Im Jahr 2008 wurde er mit 18 Jahren Mitglied im Rabobank Development Team und gewann die Gesamtwertung der Olympia’s Tour 2009. Im Jahr 2010 folgte jeweils ein Etappensieg bei der Tour de Normandie, Tour de Bretagne und Triptyque des Monts et Châteaux, wobei er bei Letzterer auch die Gesamtwertung und Punktewertung für sich entschied. Ein Jahr später feierte er gleich jeweils zwei Etappensiege bei der Tour de Bretagne und Olympia’s Tour, bei der er zum zweiten Mal die Gesamtwertung gewann. Zudem setzte er sich auch in der Bergwertung der Kreiz Breizh Elites durch.
Nachdem er bereits in den Jahren 2010 und 2011 vereinzelt Einsätze im Rabobank Cycling Team erhalten hatte, unterschrieb er im Alter von 22 Jahren einen regulären Vertrag bei dem niederländischen UCI WorldTeam. Im Rahmen des Giro d’Italia 2014 gab er sein Grand-Tour-Debüt, ehe er nach drei sieglosen Jahren zum niederländischen UCI Continental Team Cyclingteam Join’s-De Rijke wechselte.
Im Jahr 2015 gewann er zum dritten Mal die Olympia’s Tour, wobei er sich die Gesamtführung mit einem Etappensieg am zweiten Tag sicherte. Nach zwei Saisonen wechselte er zum kolumbianischen UCI Professional Continental Team Manzana Postobón und wurde Gesamtzehnter der Burgos-Rundfahrt, ehe er seine erst Vuelta a España bestritt.
Nach seiner zweiten Spanien-Rundfahrt wechselte er im Jahr 2018 während der laufenden Saison zur spanischen Burgos-BH Mannschaft. Für diese ging er bis ins Jahr 2024 an den Start und gewann die Bergwertung der Vuelta a Castilla y Leon 2023. Die Vuelta a España bestritt jährlich, wobei er im Jahr 2019 hinter seinem Teamkollegen Ángel Madrazo Zweiter der 5. Etappe wurde, die mit einer Bergankunft auf der Pico del Buitre endete.
Nach dem Karriereende wechselte Bol in die sportliche Leitung seines Teams Burgos BH.
Jetse Bol ist nicht mit dem Radrennfahrer Cees Bol verwandt.

## Erfolge
2009
- Gesamtwertung, Nachwuchswertung und Prolog Olympia’s Tour

2010
- eine Etappe Tour de Normandie
- Gesamtwertung, Punktewertung und eine Etappe Triptyque des Monts et Châteaux
- eine Etappe und Punktewertung Tour de Bretagne Cycliste

2011
- zwei Etappen, Punktewertung und Nachwuchswertung Tour de Bretagne Cycliste
- Gesamtwertung und zwei Etappen Olympia’s Tour
- Bergwertung Kreiz Breizh Elites

2015
- Gesamtwertung und eine Etappe Olympia’s Tour

2023
- Bergwertung Vuelta a Castilla y León

## Grand-Tour-Platzierungen
| Grand Tour            | 2014 | 2015 | 2016 | 2017 | 2018 | 2019 | 2020 | 2021 | 2022 | 2023 |
| --------------------- | ---- | ---- | ---- | ---- | ---- | ---- | ---- | ---- | ---- | ---- |
| Giro d’ItaliaGiro     | 156  | –    | –    | –    | –    | –    | –    | –    | –    | –    |
| Tour de FranceTour    | –    | –    | –    | –    | –    | –    | –    | –    | –    | –    |
| Vuelta a EspañaVuelta | –    | –    | –    | 69   | 101  | 104  | 80   | 71   | 89   | 110  |